# Tommaso Pasquale Gizzi

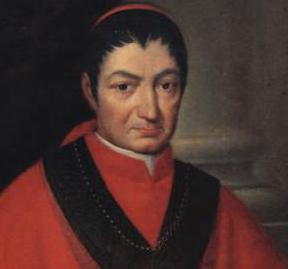
Tommaso Pasquale Gizzi

Tommaso Pasquale Gizzi (Ceccano, 22 september 1787 – Lenola, 3 juni 1849) was een Italiaans kardinaal van de Rooms-Katholieke Kerk.

## Biografie
Na een studie aan het seminarie van Ferentino werd Tommaso op 2 september 1810 tot priester gewijd. Na zijn wijding volgde hij de studies kerkelijk en burgerlijk recht. Van 1819 tot 1820 was hij als advocaat verbonden aan de Sacra Rota Romana, een kerkelijke rechtbank behorend tot de Romeinse Curie. 
Vanaf 1820 trad Tommaso toe tot de diplomatieke dienst van de Heilige Stoel, waarbij hij naar verschillende landen uitgezonden werd als nuntius van onder meer Zwitserland en het koninkrijk Sardinië.
Na zijn benoeming tot titulair aartsbisschop van Thebe in 1839 werd Tommaso tijdens het consistorie van 12 juli 1841 in pectore tot kardinaal gecreëerd. Zijn naam werd pas op 22 januari 1844 gepubliceerd, waarbij hem als kardinaal-priester de titelkerk Santa Pudenziana werd toegewezen. 
Na de dood van paus Gregorius XVI op 1 juni 1846 gold Tommaso als een van de papabile kandidaten, doordat hij ten aanzien van de maatschappelijke veranderingen een liberaler standpunt in nam dan andere kardinalen. Uiteindelijk zou kardinaal Giovanni Mastai Ferretti gekozen worden, die de naam Pius IX aannam.
Door paus Pius IX werd Tommaso op 8 augustus 1846 benoemd tot kardinaal-staatssecretaris. Op 5 juli 1847 diende hij echter zijn ontslag in voortkomend onder meer uit zijn verzet tegen de oprichting van een civiele garde (It: Guardia Civica), die tot doel had de bescherming van de Kerkelijke Staat als vervanging voor buitenlandse troepen.
Tommaso Pasquale Gizzi overleed op 3 juni 1849 te Lenola, waar hij in de parochiekerk begraven werd.